# Karl von Wachter
Karl Friedrich Wachter, seit 1855 von Wachter (* 18. September 1851 in Darmstadt; † 11. Juli 1908 ebenda) war ein preußischer Generalleutnant und Generaladjutant des Großherzogs Ernst Ludwig von Hessen und bei Rhein.

## Leben

### Herkunft
Karl war der älteste Sohn des gleichnamigen großherzoglich-hessischen Hauptmanns Karl von Wachter (1819–1866) und dessen Ehefrau Wilhelmine, geborene Buchholz (1827–1901). Durch seinen Großvater Friedrich von Wachter, großherzoglich-hessischer General der Infanterie und Kriegsminister, war die Familie am 16. Juli 1855 von Großherzog Ludwig III. in den erblichen hessischen Adelsstand erhoben worden.

### Militärkarriere
Wachter trat am 1. Oktober 1867 als Fahnenjunker in das 2. Jäger-Bataillon (Leib-Jäger-Bataillon) der Großherzoglich Hessischen Armee in Offenbach am Main ein und avancierte bis Mitte Februar 1869 zum Leutnant. Als solcher nahm er 1870 während des Krieges gegen Frankreich an der Schlacht bei Gravelotte teil, in dessen Verlauf er durch einen Schuss in den Hals schwer verwundet wurde. Für sein Wirken mit dem Eisernen Kreuz II. Klasse ausgezeichnet, kam Wachter nach dem Friedensschluss am 25. Oktober 1871 mit der Eingliederung seines Verbandes als Garde-Füsilier-Bataillon zum 4. Infanterie-Regiment „Prinz Carl“. 
Durch die Militärkonvention vom 13. Juni 1871 zwischen dem Großherzogtum und Preußen wurde Wachter zum 1. Januar 1872 mit seinem Regiment in die Preußische Armee übernommen. Er diente ab Mitte April 1873 als Bataillonsadjutant, stieg in dieser Stellung im März 1876 zum Premierleutnant auf und war vom 15. Februar 1877 bis zum 21. März 1881 Regimentsadjutant. Anschließend folgte seine Kommandierung als Adjutant der 31. Infanterie-Brigade in Trier. Während dieses Kommandos wurde Wachter Mitte April 1882 à la suite des 4. Magdeburgischen Infanterie-Regiments Nr. 67 gestellt und am 13. September 1882 zum überzähligen Hauptmann befördert. Mit der Ernennung zum Chef der 5. Kompanie im 3. Garde-Grenadier-Regiment „Königin Elisabeth“ in Spandau trat er am 12. Dezember 1882 in den Truppendienst zurück. Ab Mitte Oktober 1890 folgte seine Kommandierung als Adjutant zum Generalkommando des VI. Armee-Korps in Breslau. Wachter stieg am 27. Januar 1891 zum überzähligen Major auf und wurde am 19. Dezember 1893 als Kommandeur des IV. Bataillons im Füsilier-Regiment „von Gersdorff“ (Hessisches) Nr. 80 nach Wiesbaden versetzt. Als Oberstleutnant war er vom 22. März 1897 bis zum 26. Januar 1900 beim Stab des 1. Badischen Leib-Grenadier-Regiments Nr. 109 in Karlsruhe und avancierte anschließend als Oberst zum Kommandeur des Füsilier-Regiments „von Gersdorff“ (Hessisches) Nr. 80.
Am 26. April 1901 wurde Wachter zu den Adjutanturoffizieren des Großherzog von Hessen versetzt und zunächst mit der Wahrnehmung der Geschäfte des Generaladjutanten beauftragt. Vorläufig ohne Patent erfolgte am 6. November 1902 seine Beförderung zum Generalmajor und die Ernennung zum Generaladjutanten von Ernst Ludwig. Dieser zeichnete ihn für sein Wirken am 25. November 1901 mit dem Komturkreuz II. Klasse des Verdienstordens Philipps des Großmütigen und am 8. September 1905 mit dem Kommandeurkreuz II. Klasse des Ludewigs-Ordens aus. Am 18. April 1903 erhielt Wachter das Patent zu seinem Dienstgrad sowie am 16. Oktober 1906 die Beförderung zum Generalleutnant. Als solcher ist er am 11. Juli 1908 in Darmstadt gestorben.

### Familie
Wachter hatte sich am 6. November 1877 in Offenbach mit Auguste Hill (1855–1923) verheiratet, Tochter des Fabrikanten und Kommerzienrates Helfrich Ludwig August Hill (1816–1893) und der Amalie, geborene Mönch (1824–1886). Aus der Ehe gingen die Söhne Karl (1878–1927) und Albrecht (* 1888), die beide eine Offizierslaufbahn einschlugen, sowie die Tochter Antonie (* 1879) hervor.